# Seuku
Seuku (Seu'ku, Shio'k, Shiok, Shioku, Suku), Seuku lutalica je Alsea prevarant koji je prošao kroz razdoblje transformacije kao kit i nakon toga postao moćni ubojica čudovišta.